# Leszek Kolankiewicz
Leszek Kolankiewicz (ur. 4 marca 1954 w Lipnie) – polski kulturoznawca, antropolog widowisk.

## Życiorys
Absolwent filologii polskiej na Uniwersytecie Warszawskim (1977). Tam też doktoryzował się w 1987 na podstawie dysertacji Poszukiwania etnologiczne współczesnej awangardy teatralnej (promotor – Roman Taborski), a w 2001 habilitował w dyscyplinie literaturoznawstwa, przedstawiając pracę Dziady. Teatr święta zmarłych. W 2004 otrzymał tytuł profesora nauk humanistycznych.
Profesor w Zakładzie Teatru i Widowisk Instytutu Kultury Polskiej na Uniwersytecie Warszawskim (w latach 2005–2012 jego dyrektor), wykładowca na Wydziale Wiedzy o Teatrze Akademii Teatralnej w Warszawie (1993–2012), Université Paris Sorbonne (2012–2016). Członek Komitetu Nauk o Kulturze PAN (w latach 2007–2011 jego przewodniczący) oraz Komitetu Nauk o Sztuce, Collegium Invisibile, wiceprezes Zarządu Polskiego Towarzystwa Kulturoznawczego. Członek Centralnej Komisji do spraw Stopni i Tytułów oraz Polskiego Komitetu do spraw UNESCO.
W latach 1973–1982 współpracował z Jerzym Grotowskim i Teatrem Laboratorium. Redaktor tekstów Jerzego Grotowskiego, m.in. Ćwiczenia, Głos, Sulla genesi di „Apocalypsis”, Odpowiedź Stanisławskiemu, Wędrowanie za Teatrem Źródeł, Teatr Źródeł. Stały współpracownik „Dialogu”. Mieszka w Warszawie.

## Nagrody i odznaczenia
- Srebrny Medal „Zasłużony Kulturze Gloria Artis” (2005)[5]
- Medal Komisji Edukacji Narodowej[4]
- Medal 200-lecia Uniwersytetu Warszawskiego[4]
- tytuł Teatralnej Książki Roku 2002, nadawany przez Polski Ośrodek ITI za „Wielki mały wóz” (2003)[6]
- Wyróżnienie Fundacji Kultury za rok 1988 za książkę „Święty Artaud” (1989)[6]

## Wybrane publikacje
Autor:
- Na drodze do kultury czynnej. O działalności instytutu Grotowskiego Teatr Laboratorium w latach 1970–1977 (1978; ang. On the Road to Active Culture: The Activities of Grotowski’s Theatre Laboratory Institute in the Years 1970–1977 – 1978 i 1979)
- Święty Artaud (1988, wyd. 2 rozszerzone 2001)
- Samba z bogami. Opowieść antropologiczna, Warszawa, wyd. I: 1995, wyd. II: 2007, Wydawnictwo KR, ISBN 978-83-89158-59-8.
- Dziady. Teatr święta zmarłych (1999)
- Wielki mały wóz (2001)

Redakcja prac zbiorowych:
- Eugenio Barba Teatr. Samotność, rzemiosło, bunt (2003)
- (Eugenio Barba, Nicola Savarese) Sekretna sztuka aktora. Słownik antropologii teatru (2005)
- Jerzy Grotowski, Ku teatrowi ubogiemu (2007)
- (oprac. z Grzegorzem Godlewskim, Andrzejem Mencwelem, Pawłem Rodakiem) Antropologia kultury, wyd. IV zm., Warszawa 2003, Wydawnictwa Uniwersytetu Warszawskiego
- (oprac. z Agatą Chałupnik, Wojciechem Dudzikiem, Mateuszem Kanabrodzkim) Antropologia widowisk, Warszawa 2005, Wydawnictwa Uniwersytetu Warszawskiego